# Аккар
Аккар (араб. قضاء عكار‎) — один из 25 районов Ливана, своими границами образует одноимённую провинцию — Аккар, ранее входил в состав мухафазы Северный Ливан, из которой был выделен.
Административный центр района — город Хальба.

## География
Район расположен в северо-западной части Ливана и занимает площадь 776 км². На востоке граничит с районом Хермель, на юге — с районом Миние-Дание, на юго-западе — с районом Триполи, на севере и северо-востоке — с территорией Сирии, на западе омывается водами Средиземного моря.

## Муниципалитеты
Административно район разделён на 90 муниципалитетов.